# Syndrome de l'île de Pâques

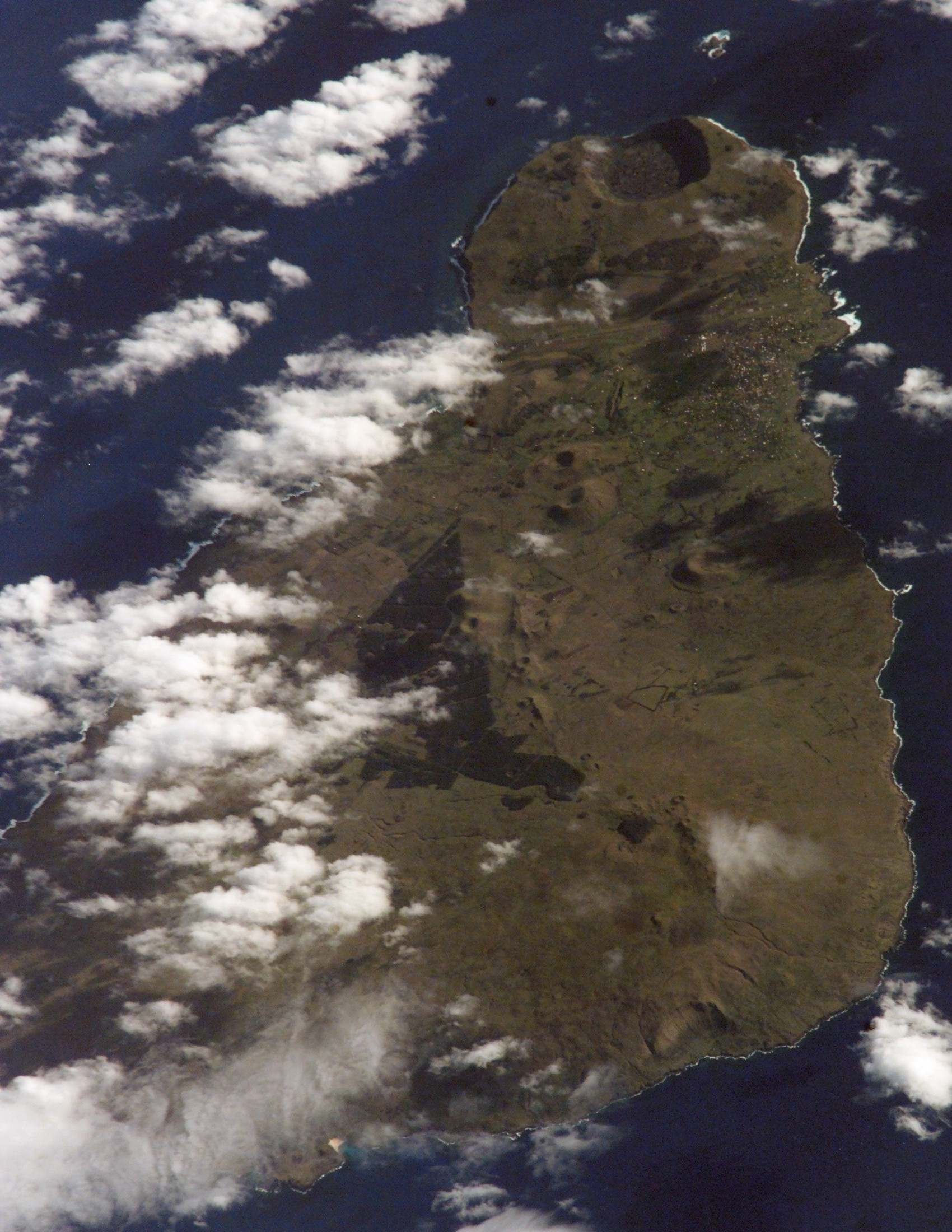
Image satellitale de l'île de Pâques.

Le « syndrome de l'île de Pâques » (en anglais : Easter Island Syndrome) est un concept imaginé par Michel Domenichini-Ramiaramanana en 1983 dans ses études et rapports édités dans le cadre des missions soutenues financièrement par l'Organisation des Nations unies pour l'éducation, la science et la culture (Unesco), et présentés au cours des séminaires du Centre de documentation et de recherche sur l'Asie du Sud-Est et le monde insulindien (Cedrasemi). Plus tard, en 2006, ce concept a été repris par Jared Diamond dans son ouvrage Effondrement. Comment les sociétés décident de leur disparition ou de leur survie (2006), une réflexion sur le phénomène général dit « écocide ». Dans les deux cas, le nom du concept a été donné en référence à la théorie attribuant la déforestation de l'île de Pâques à ses premiers habitants d'origine austronésienne, dont la civilisation se serait effondrée à une date supposée antérieure à la découverte de l'île par les Européens.

## Thèse
Michel Domenichini-Ramiaramanana, en évoquant un trait culturel commun aux peuples austronésiens, à savoir la culture sur brûlis, reprenait les études et l'ouvrage de l'ethnologue Georges Condominas intitulé Nous avons mangé la forêt. Ainsi Domenichini-Ramiaramanana considère que les premiers habitants d'origine austronésienne de l'île de Pâques auraient « mangé leur forêt » dont la disparition aurait provoqué les conflits évoqués par la tradition orale de l'île, et fait péricliter ce peuple, contrairement au peuple malgache également austronésien par la langue et grand « mangeur de forêt », mais vivant sur une île beaucoup plus grande, Madagascar, où il reste encore des lambeaux de la forêt originelle. 
Selon les modélisations de J. F. Richard, il existe un rapport à risque entre une civilisation et son environnement, si elle l'exploite jusqu'à l'épuisement des ressources. Par ces modèles, J. F. Richard montre que les choix futurs de l'humanité auront à éviter le piège de la déstabilisation et de la destruction de l'environnement, comme le souligne aussi James Lovelock en formulant son hypothèse Gaïa. À cet effet, Richard préconise une approche géonomique qu'il définit par le sigle « RTQM » pour « réseau de traitement des questions mondiales ».

## Critique
Il semble toutefois que la déforestation de l'île, la baisse dramatique du nombre d'habitants autochtones et la fin de cette culture ne soient pas de leur fait, mais, aux XIXe et XXe siècles, des maladies apportées par les Européens, des raids des esclavagistes péruviens et des élevages ovins. Selon Alfred Métraux, la population pascuane d'origine serait passée de 2 500 personnes à seulement 111 en 1877 du fait des marchands d'esclaves opérant à partir de Callao au Pérou, qui, de 1859 à 1863, déportent environ 1 500 Pascuans pour les envoyer travailler aux îles Chincha, les principales îles à guano. La société pascuane est alors déstructurée par la capture et le massacre en 1861 des ariki (guerriers), des prêtres et du clan Miru (revendiquant descendre du découvreur mythique de l'île, Hotu Matu'a) dont faisaient partie l’ariki-nui (« roi ») Kaimakoi et son héritier Maurata, de sorte que la mémoire identitaire des autochtones fut en grande partie perdue. Frappée par des épidémies de tuberculose et de syphilis, la population diminue encore fortement durant les années 1860 et 1870, avec pour résultat qu'après les immigrations ultérieures, en provenance essentiellement des Gambier (Rapa), de Tahiti et des Tuamotu, les pascuans d'origine ne représentaient plus que 3 % environ de la population, les autres Polynésiens étant la moitié, les Européens d'origine 45 %, et les Chinois 1 %. Les Polynésiens venus dans l'île après 1861, déjà pourvus d'anticorps contre les maladies des Européens et déjà en partie christianisés, ont été amenés par les planteurs Dutrou-Bornier, Mau et Brander comme ouvriers agricoles, entre 1864 et 1888.
C'est pourquoi Benny Peiser critique Jared Diamond et son ouvrage Effondrement pour avoir négligé certaines données comme les récits des premiers Occidentaux arrivés sur l'île, évoquent la présence de cocotiers et de palmiers avec lesquels les habitants couvraient leurs huttes. En conclusion, il semble que l'expression « syndrome de l'île de Pâques » soit, comme « politique de l'autruche » ou « fossile vivant », basée sur un mythe et dépourvue de fondements scientifiques.